# Aldosterona
L'aldosterona és una hormona que augmenta la reabsorció de sodi i aigua i l'alliberament (secreció) de potassi en els ronyons. Aquest increment del volum de la sang augmenta la pressió arterial. Per contra, els fàrmacs que interfereixen amb la secreció o acció de l'aldosterona s'utilitzen com antihipertensius. Un exemple és l'espironolactona, que redueix la pressió arterial bloquejant el receptor d'aldosterona. L'aldosterona és part del sistema renina-angiotensina. La mesura de l'aldosterona en sang s'anomena concentració plasmàtica d'aldosterona (CPA), que pot ser comparat amb l'activitat de la renina plasmàtica (ARP), com la proporció CPA/ARP.
L'aldosterona és una hormona esteroide (família dels mineralocorticoides), produïda per la part més externa (zona glomerular) de l'escorça de la glàndula suprarenal, i actua sobre la túbuls distals i conductes col·lectors del ronyó, causant: la conservació del sodi, la secreció del potassi, l'augment de la retenció d'aigua, i augmentant la pressió arterial. L'efecte global de l'aldosterona és augmentar la reabsorció dels ions i l'aigua en el ronyó.
La seva activitat es redueix a la malaltia d'Addison i l'augmenta en la síndrome de Conn.
Va ser aïllat per primera vegada per Simpson i Tait el 1953.